# 第七封印
《第七封印》是一部由英格玛·伯格曼执导的1957年瑞典的一部存在主义題材电影，故事舞台被设定處於在黑死病流行时期的瑞典，讲述了關於一位中世纪骑士穿越瘟疫流行的地区的旅程的故事。電影中最著名的场景是骑士與死神下西洋象棋這一幕，在故事中，他能否生存一事取决于比赛的结果。这部电影被普遍认为是伯格曼最優秀的作品之一。
主角名為布羅克，他在十字軍東征結束後回到故鄉，卻發現家鄉被瘟疫吞噬，而東征的行動也是一次十足的虛妄之舉。他在海邊向上主祈禱時遇見了死神，於是提出要和死神下棋。因為感覺到生命的虛空和鬼神的飄渺，自己的性命似乎毫無價值，所以他說：「我要利用這個緩期，做一件最有意義的事。」在之後的旅程中，他和他的隨從遇到了各式各樣的人物，他們有着不同的個性：   頹廢、墮落、殘忍、憂鬱、 禁慾、狂野、猥褻、神祕、邪惡、虔誠等等，而死神在他的整段旅途上如影隨形。
电影的开头和结尾参考了《啟示录》的段落，开始于：「羔羊揭开第七個印的时候，天上寂静無聲，约半小时。」（出自《啟示录》第八章第一節） "上帝的沉默"是电影的一大主题。

## 梗概
十四世纪中叶，延续百年之久的黑死病，在欧洲快速漫延，随时夺走人們的性命。死亡不时出现在四周，又不知何时会临到人們自己身上。
骑士布洛克在参与了十字军东征后归来，他发现祖国被瘟疫蹂躏。布洛克在海灘上向天上的神默禱時遇到了死神，他向死神发起了西洋象棋的比賽挑战，他相信只要挑战可以持续下去，他就能活下来。 
一天，骑士布洛克和他的侍从琼斯遇到一队演员：乔夫与妻子米娅，他们非常年幼的儿子米凯尔及演员经理乔纳斯·斯卡特。这天乔夫早早醒来，他看到了玛利亚带着以婴孩的形象出現的耶書亞走路這個异像，他将这件事告知妻子。在這一天 演员们为扮演處掌死亡的神祇一事作准备。
布罗克及侍从琼斯進入了天主教的一座教堂，那里正在绘制令人毛骨悚然的死亡之舞壁画，侍从责斥了艺术家的行为。在教堂裏，布洛克看着有着耶穌基督的形像的苦像並嘆息，他一個向背向着他的、看似是司鐸的人表達了對於宗教思想的質疑，他以憤怒但又無奈的態度提出了 為何天主似乎總是隱藏起來 等問題，在言談間，那人所説的話似乎顯示他理解布洛克所身處的困境，布洛克表示因為自己认为现在的生活毫無意義，所以他想完成“一件有意义的事”，在向那人展示了可以挽救自己性命的西洋象棋策略后，骑士才发现一直在与之交谈的其實是死神，看來死神特意通過這一方式來了解布洛克之前所使用的策略。死神告訴布洛克 他們會再見面。离开教堂之后，布洛克与一名因被認為与魔鬼勾结一事而被判处火刑的年轻女子交谈。他相信她会告诉他死后的生活，却发现她已經疯掉了。
在一个废弃的村庄內，琼斯救了一个被拉瓦尔强奸的哑女，拉瓦尔是一位神学家，十年前说服骑士加入十字军东征，现在却成为了一个小偷。琼斯发誓説如果他们再次见面，就毁了他的脸。 女仆陪着琼斯进城，那里有演员表演。 在那里，演员经理乔纳斯·斯卡特被铁匠普洛格的妻子丽莎引诱去幽会。 演员的舞台表演被一队由天主教传教士带领的、正在進行苦行的修道士打断，傳教士嘲諷他認為其舉動不虔敬的村民，並且大聲指責他們不知悔改，他把瘟疫肆虐解釋為神所降下的懲罰，致使作為教徒的村民們都感到驚惶不安，他們懇切祈求天主赦免他們所犯下的罪過，只有騎士等人默言無語，在禱告結束後，傳教士便帶領修道士繼續在嚴酷的苦行中向遠方行走。
在镇上的旅馆裏，拉瓦尔操縱了铁匠普洛格及其他顾客以恐吓乔夫。琼斯阻止了拉瓦尔并砍伤了他的脸。 乔夫的家人和忏悔了的普洛格加入了骑士和侍从的行列。
布洛克等人遇到了乔夫及米娅，他們開始聊天，布洛克享用了米娅收集的牛奶及草莓，與正在受到信仰危機所折磨的布洛克不同，乔夫及米娅表現得無憂無慮，他們在這個充滿着苦難的世界上找到了簡單的快樂，顯然地，與乔夫及米娅之間的對話沒能向布洛克揭示他所追尋的真相，但與他們之間的互動已經使布洛克得以暫時放鬆下來。布洛克説道：「我将把这段记忆放在我的双手之间，就好像它是一个装满新鲜牛奶的碗......这将是一个充分的标志── 它对我来説就足够了。」
布洛克邀请铁匠及演员们在他的城堡躲避瘟疫。当他们在森林中遇到斯卡特和丽莎时，丽莎回到了铁匠身边，而斯卡特则假装因悔恨而自杀。队伍離開之後，斯卡特爬上一棵树过夜，但死神出现在下面并鋸倒了这棵树，他的一生也因此而迎來終結。
騎士等人遇到那位被判死刑的女人，布洛克要求她召唤魔主撒但，这样他就可以向祂询问关于神的事情。 女孩声称透過她的眼睛就能看見，但骑士只看到了她的恐惧。骑士把她放在了柴堆上，並且给了她草药来消除她的痛苦。在行刑的過程中，琼斯向騎士説：「現在是誰在看顧那個孩子呢？是天使、神還是撒但？是空虛，夫子。」
他们遇到了被瘟疫袭击的拉瓦尔。 琼斯阻止女仆给他送水，拉瓦尔独自死去。 乔夫告诉他的妻子，他可以看到骑士与死神下棋，并且决定与家人一起逃跑，而布洛克则故意让死神忙个不停。
当死神説“没有人能逃脱我”這句話时布洛克打翻了棋盤，但死神将它们瞬間恢复原状並繼續進行比賽，最後赢了棋賽，隨即宣布下次他们再见时将是所有人最后一次见面。 死神问布洛克 他是否已經完成了他所希望做到的“有意义的事”，骑士回答说他做到了。事實上，騎士所指的是 他拯救了乔夫及其家人的性命。
布洛克与他的妻子重聚，一行人共享了最后的晚餐，並且在過程中誦讀了《默示錄》部份關於末世的經文，但這一行為被死神的到来打断了。一些人在把死神誤認為是貴族的情況下進行自我介绍，滿懷恐懼的布洛克向上主作出了他人生中的最後一次禱告，琼斯嘲諷了布洛克，哑女則笑着説：「完成了。」
乔夫和他的家人在他们的大篷车中躲避猛烈的风暴，他将其解释为司管死亡的天使经过所引致的災害。 早上，乔夫的第二眼让他看到了骑士和他的同伴在狂野的死亡之舞中被带上山坡。

電影的結尾是喬夫和他的妻子面帶歡慰的笑容，在蔚藍的天空下攜同他們的孩子漫步在雨後的海岸上，與電影開始時騎士在海灘上渡步這個場景形成首尾呼應的效果。電影最後在平和的背景音樂中結束。

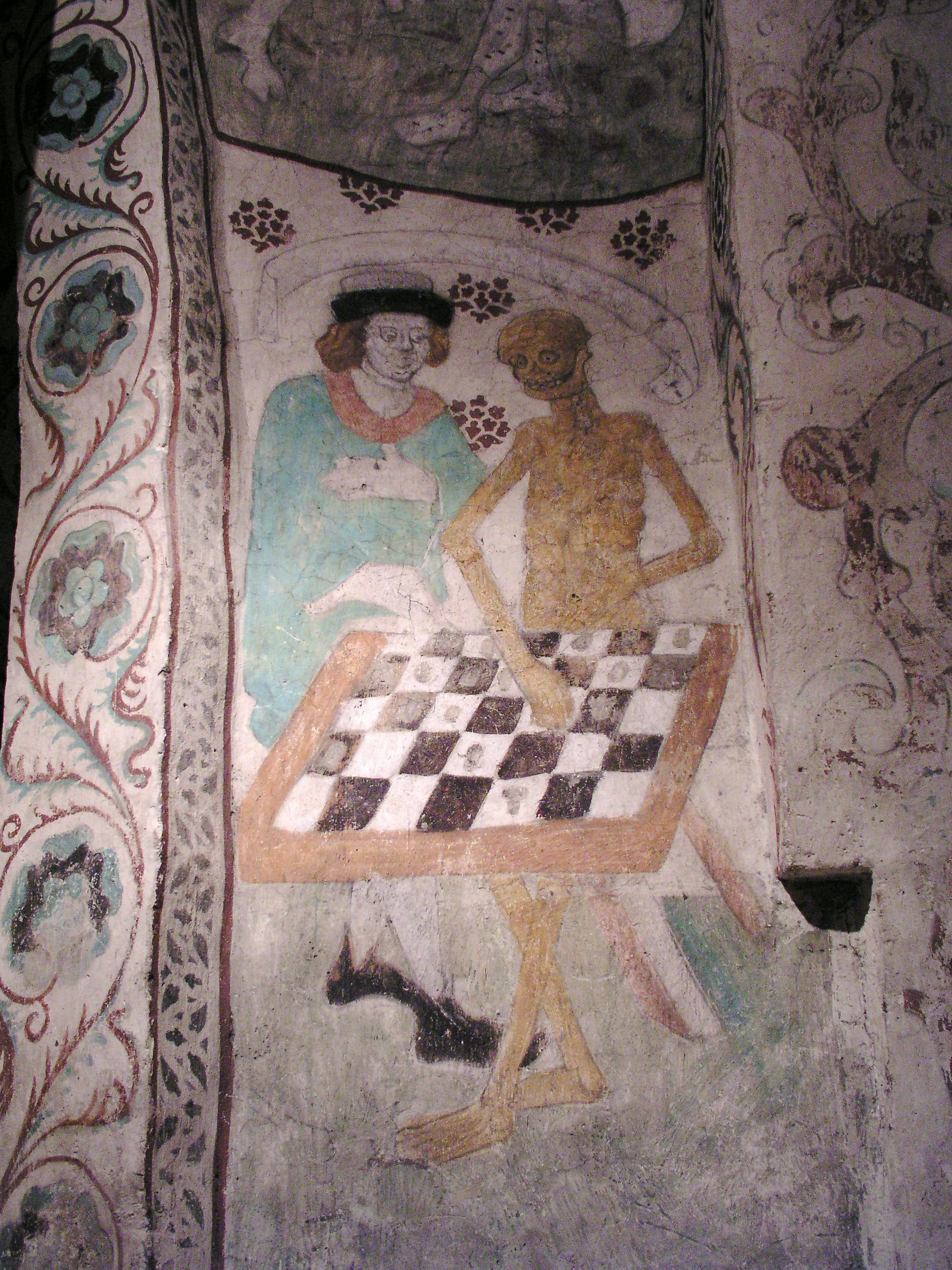
《死神在下棋》，来自於Täby Church，由Albertus Pictor所繪畫的壁画

## 影响
《第七封印》极大地帮助了伯格曼获得世界级导演的地位。 当这部电影在 1957 年戛纳电影节上获得评审团特别奖时，它引起的关注使伯格曼和他的明星马克斯·冯·西多和比比·安德森为人们所熟知。 欧洲电影界以及《电影手册》的评论家和读者等通过这部电影发掘了他。 在此之后的五年内，他成为了瑞典电影史上的第一位真正的导演。《第七封印》具有一种象征意义，“对于当时刚刚开始发现电影‘艺术’的人来说，它很快就成为了一种主要的象征。 它与文学课程……与好莱坞的“电影”不同，《第七封印》显然了解精英艺术文化，因此很容易受到知识分子的欣赏。”